# Палац миру
Палац миру (нід. Vredespaleis) — офіційна резиденція Міжнародного суду ООН і Постійної палати третейського суду.
Палац миру був побудований протягом 1907–1913 років для Постійної палати третейського суду на кошти, безоплатно пожертвувані американським промисловцем і філантропом Ендрю Карнегі. Палац миру розташовується в парку площею 7 га у центрі Гааги.

## Архітектура

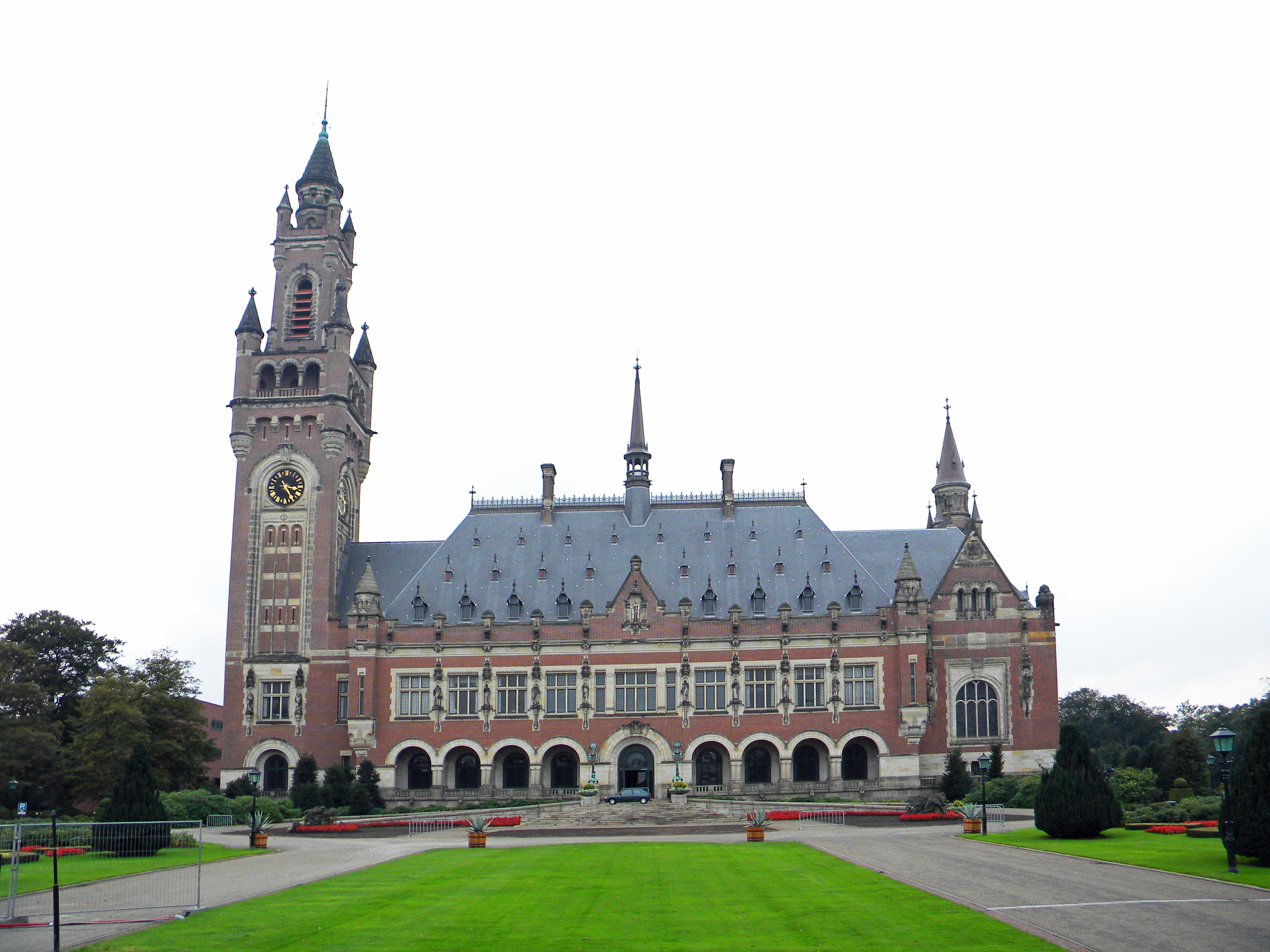
Зовнішній вигляд Палацу миру

Будинок зведено з граніту, пісковику та червоної цегли. Спроєктовано французьким архітектором Луї Кордоньє, з похилим дахом з сіруватої черепиці поєднує в собі романський, готичний і візантійський стилі. На фасаді перед яким знаходяться галявини, розташовані кілька скульптур, які свідчать про призначення палацу. Ліворуч знаходиться годинникова башта з курантами висотою 80 м. Дерев'яні скульптури, вітражі, мозаїка, гобелени і предмети мистецтва, що знаходяться всередині, отримані в дар від держав, які брали участь у двох Гаазьких конференціях миру, відображають різноманітність світових культур.

## Історія

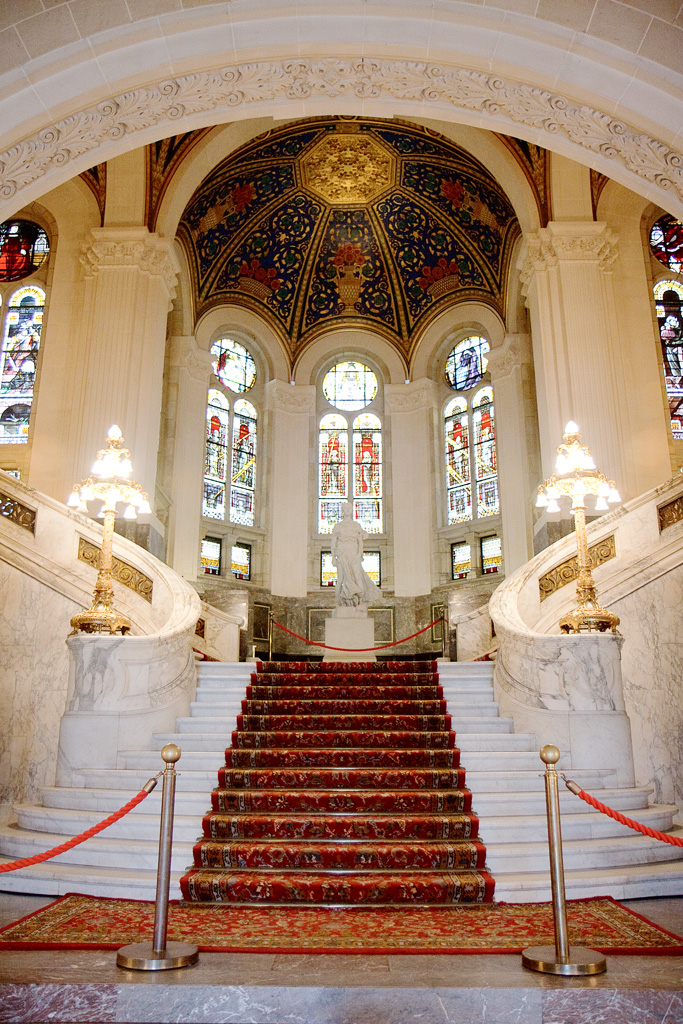
У приміщенні Палацу миру

Ідея створення палацу народилася на Першій мирній конференції з роззброєння, скликаній з ініціативи імператора Миколи II від 24 серпня 1898 року. Палац був побудований під патронажем Царя та Королеви Нідерландів Вільгельміни на гроші американського залізничного магната і мецената Ендрю Карнегі.
З 1946 р. в будинку міститься Міжнародний суд ООН (до 1940 року там була розташована його попередниця — Постійна палата міжнародного правосуддя). У новому крилі за Палацом, побудованому в 1978 р., знаходяться службові кабінети суддів і дорадча кімната Суду. Воно було розширене в 1997 р., зокрема, для розміщення зрослого числа суддів ad hoc. У тому ж році було переобладнано мансарду Палацу, в якій були розташовані нові службові приміщення для посадових осіб секретаріату Суду.
Зараз палац і парк закриті для відвідування. Ознайомитися з історією палацу та установ, що знаходяться в ньому, можна в «Інформаційному центрі», розташованому біля головних воріт.

## Бібліотека і музей
У палаці також знаходиться одна з найбільших світових бібліотек з питань міжнародного публічного права і проводяться літні курси Гаазької академії міжнародного права.
Також у травні 1999 р. було відкрито Музей історії та діяльності Міжнародного суду та інших організацій, які працюють в Палаці миру. Музей був відкритий тодішнім генеральним секретарем ООН Кофі Аннаном та Стівеном Швебелем, який на той час обіймали посаду голови Міжнародного суду. Музей розташовується в південному крилі будівлі.